# Convocazioni all'European League maschile 2013
Elenco dei giocatori convocati per l'European League 2013.

## Austria
| N° | Nome                   | Ruolo | Data di nascita   | Squadra             |
| -- | ---------------------- | ----- | ----------------- | ------------------- |
| -  | Michael Warm           | All   | 25 marzo 1968     | -                   |
| 1  | Philipp Kroiss         | L     | 2 marzo 1988      | Aich/Dob            |
| 2  | Philip Schneider       | S     | 23 dicembre 1981  | Montpellier         |
| 3  | Peter Wohlfahrtstätter | C     | 10 marzo 1989     | Topvolley Antwerpen |
| 4  | Oliver Binder          | P     | 10 marzo 1989     | Mitteldeutschland   |
| 6  | Florian Ringseis       | L     | 9 luglio 1992     | Bühl                |
| 7  | Lorenz Koraimann       | S     | 7 maggio 1993     | Tirol               |
| 8  | Philip Ichovski        | C     | 12 dicembre 1991  | Mitteldeutschland   |
| 9  | Thomas Zass            | S/O   | 27 novembre 1989  | Friedrichshafen     |
| 10 | Matthias Kienbauer     | L     | 16 maggio 1983    | Vienna hotVolleys   |
| 11 | Marcus Guttmann        | S     | 9 luglio 1991     | Altotevere          |
| 12 | Alexander Berger       | S     | 27 settembre 1988 | Tirol               |
| 14 | Maximilian Thaller     | P     | 13 dicembre 1993  | Hartberg            |
| 16 | Alexander Tusch        | P     | 19 novembre 1992  | Tirol               |
| 17 | Aleksandar Blagojević  | S/O   | 18 gennaio 1993   | Vienna hotVolleys   |
| 18 | Thomas Tröthann        | S/O   | 4 maggio 1992     | Vienna hotVolleys   |
| 20 | Clemens Unterberger    | C     | 22 febbraio 1994  | Hartberg            |

## Belgio
| N° | Nome                 | Ruolo | Data di nascita  | Squadra           |
| -- | -------------------- | ----- | ---------------- | ----------------- |
| -  | Dominique Baeyens    | All   | -                | -                 |
| 1  | Bram Van den Dries   | S/O   | 14 agosto 1989   | Altotevere        |
| 2  | Tim Verschueren      | P     | 24 dicembre 1978 | Asse-Lennik       |
| 3  | Sam Deroo            | S     | 24 aprile 1992   | Modena            |
| 4  | Pieter Coolman       | C     | 24 aprile 1989   | Roeselare         |
| 6  | Stijn Dejonckheere   | L     | 21 gennaio 1988  | Roeselare         |
| 7  | Kévin Klinkenberg    | S     | 4 ottobre 1990   | Maaseik           |
| 8  | Gertjan Claes        | S     | 30 marzo 1985    | Roeselare         |
| 10 | Simon Van de Voorde  | C     | 19 dicembre 1989 | Maaseik           |
| 11 | Matthijs Verhanneman | S     | 8 dicembre 1988  | Molfetta          |
| 12 | Gert van Walle       | S     | 7 agosto 1987    | Città di Castello |
| 13 | Hendrik Tuerlinckx   | S/O   | 1º dicembre 1987 | Roeselare         |
| 14 | Bert Derkoningen     | L     | 10 luglio 1982   | Maaseik           |
| 15 | Stijn D'Hulst        | P     | 24 aprile 1991   | Roeselare         |
| 16 | Matthias Valkiers    | P     | 8 aprile 1990    | Maaseik           |
| 17 | Tomas Rousseaux      | S     | 31 marzo 1994    | Roeselare         |
| 20 | François Lecat       | S     | 19 aprile 1993   | Asse-Lennik       |
| 21 | Dries Heyrman        | C     | 30 gennaio 1991  | Duvel Puurs       |

## Bielorussia
| N° | Nome                   | Ruolo | Data di nascita   | Squadra            |
| -- | ---------------------- | ----- | ----------------- | ------------------ |
| -  | Viktor Sidelnikow      | All   | -                 | -                  |
| 1  | Andrei Radziuk         | S     | 20 marzo 1990     | Budaŭnik Minsk     |
| 2  | Pavel Avdočenko        | S/O   | 13 gennaio 1990   | Šachcër Salihorsk  |
| 3  | Viachaslau Charapovich | S/O   | 8 febbraio 1992   | Metallurg Zhlobin  |
| 4  | Siarhei Antanovich     | S     | 21 aprile 1986    | İstanbul BB        |
| 5  | Siarhei Busel          | C     | 30 maggio 1989    | Budaŭnik Minsk     |
| 6  | Siarhei Akulich        | S/O   | 11 aprile 1986    | Budaŭnik Minsk     |
| 7  | Aleh Achrem            | S     | 12 marzo 1983     | Asseco Resovia     |
| 8  | Dmitrij Žehzdrin       | C     | 2 aprile 1982     | Kommunalnik Grodno |
| 10 | Aliaksei Kurash        | P     | 1º giugno 1988    | Kommunalnik Grodno |
| 11 | Stanislau Zabarouski   | L     | 4 gennaio 1988    | Kommunalnik Grodno |
| 12 | Artsiom Haramykin      | P     | 16 maggio 1985    | Budaŭnik Minsk     |
| 13 | Dzmitry Likharad       | L     | 9 maggio 1977     | Budaŭnik Minsk     |
| 15 | Oleg Mikanovich        | S     | 7 ottobre 1975    | Budaŭnik Minsk     |
| 17 | Vladimir Vertelko      | S     | 28 maggio 1988    | Hapoel Gerusalemme |
| 18 | Dzmitry Vash           | P     | 23 aprile 1988    | -                  |
| 19 | Vadzim Pranko          | C     | 14 settembre 1991 | Budaŭnik Minsk     |
| 20 | Maksim Marozau         | C     | 29 maggio 1989    | Šachcër Salihorsk  |
| 22 | Radzivon Miskevič      | S/O   | 22 aprile 1995    | -                  |

## Croazia
| N° | Nome                  | Ruolo | Data di nascita   | Squadra                  |
| -- | --------------------- | ----- | ----------------- | ------------------------ |
| -  | Igor Šimunčić         | All   | 12 dicembre 1973  | -                        |
| 1  | Tsimafei Zhukouski    | P     | 18 dicembre 1989  | Robur Angelo Costa       |
| 2  | Matija Sabljak        | C     | 1º luglio 1986    | Nice                     |
| 3  | Danijel Galić         | S     | 14 aprile 1987    | Corigliano Volley        |
| 4  | Darko Nojić           | S     | 6 marzo 1984      | HAOK Mladost             |
| 5  | Nikola Ščerbakov      | P     | 5 luglio 1995     | -                        |
| 6  | Ivan Raič             | S/O   | 3 giugno 1989     | Ethnikos Alexandroupolīs |
| 8  | Sven Šarčević         | L     | 6 dicembre 1990   | Korson Veto              |
| 9  | Marko Sedlaček        | S     | 29 luglio 1996    | -                        |
| 10 | Ivan Ćosić            | C     | 21 febbraio 1984  | Cambrai                  |
| 11 | Mladen Jurčević       | L     | 16 giugno 1987    | Rijeka                   |
| 12 | Fran Peterlin         | S     | 15 agosto 1993    | HAOK Mladost             |
| 13 | Stanislav Zimakijevič | L     | 26 marzo 1976     | HAOK Mladost             |
| 14 | Goran Išek            | S     | 5 marzo 1986      | Rovinj                   |
| 15 | Krešimir Prlić        | S/O   | 19 giugno 1991    | -                        |
| 15 | Ivan Tropan           | S     | 15 settembre 1989 | Cambrai                  |

## Danimarca
| N° | Nome                | Ruolo | Data di nascita  | Squadra             |
| -- | ------------------- | ----- | ---------------- | ------------------- |
| -  | Fred Sturm          | All   | -                | -                   |
| 1  | Peter Jensen        | S     | 17 marzo 1990    | Marienlyst          |
| 2  | Kristian Knudsen    | S     | 1º agosto 1979   | Nancy               |
| 3  | Simon Bitsch        | L     | 22 dicembre 1990 | Middelfart          |
| 4  | Sigurd Varming      | S/O   | 19 febbraio 1994 | Marienlyst          |
| 5  | Simon Gade          | C     | 6 settembre 1991 | Holte IF            |
| 6  | Aske Sorensen       | C     | 20 aprile 1993   | Gentofte            |
| 7  | Daniel Thomsen      | C     | 4 febbraio 1985  | Middelfart          |
| 8  | Axel Jacobsen       | P     | 10 giugno 1984   | Bühl                |
| 12 | Mads Ditlevsen      | S/O   | 13 giugno 1984   | Topvolley Antwerpen |
| 13 | Peter Bonnesen      | S/O   | 13 marzo 1993    | Friedrichshafen     |
| 14 | Casper Christiansen | S     | 25 giugno 1986   | Nancy               |
| 15 | Sebastian Mikelsons | P     | 20 novembre 1988 | Gentofte            |
| 16 | Martin Stenderup    | P     | 25 marzo 1985    | Orion               |
| 17 | Flemming Olufsen    | C     | 3 giugno 1979    | -                   |
| 18 | Rune Huss           | C     | 18 maggio 1989   | Gentofte            |
| 19 | Frederik Mikelsons  | L     | 18 aprile 1991   | Gentofte            |

## Israele
| N° | Nome                 | Ruolo | Data di nascita  | Squadra            |
| -- | -------------------- | ----- | ---------------- | ------------------ |
| -  | Zohar Bar Netzer     | All   | 15 maggio 1971   | Maccabi Tel Aviv   |
| 1  | Alexander Osokin     | C     | 7 novembre 1989  | Hapoël Mateh Asher |
| 2  | Ariel Katzenelson    | P     | 9 settembre 1993 | Hapoël Mateh Asher |
| 3  | Tamir Hershko        | S/O   | 19 luglio 1993   | -                  |
| 6  | Viacheslav Batchkala | C     | 27 luglio 1994   | Hapoël Mateh Asher |
| 10 | Chen Levitan         | S     | 13 giugno 1989   | -                  |
| 11 | Vasily Poylov        | C     | 7 luglio 1993    | -                  |
| 12 | Amir Vinarsky        | S     | 27 gennaio 1993  | Maccabi Tel Aviv   |
| 14 | Guy Ben Gal          | S/O   | 20 luglio 1979   | Hapoël Mateh Asher |
| 15 | Tom Shoval           | L     | 9 ottobre 1986   | -                  |
| 18 | Genadi Sokolov       | C     | 14 maggio 1992   | Maccabi Tel Aviv   |
| 19 | Netanel Ohana        | S     | 22 agosto 1992   | -                  |
| 20 | Michael Milstein     | P     | 4 marzo 1992     | -                  |

## Montenegro
| N° | Nome                   | Ruolo | Data di nascita  | Squadra            |
| -- | ---------------------- | ----- | ---------------- | ------------------ |
| -  | Nikola Matijašević     | All   | -                | -                  |
| 1  | Aleksandar Minić       | C     | 9 novembre 1986  | Partizan           |
| 3  | Luka Babić             | S     | 7 luglio 1994    | Qatar SC           |
| 4  | Gojko Ćuk              | C     | 10 ottobre 1988  | Unirea Dej         |
| 5  | Luka Šuljagić          | C     | 8 marzo 1986     | Budvanska rivijera |
| 6  | Vojin Ćaćić            | S     | 31 marzo 1990    | Budvanska rivijera |
| 7  | Ivan Rašović           | L     | 29 maggio 1984   | Budvanska rivijera |
| 8  | Milan Marković         | C     | 20 gennaio 1980  | Budvanska rivijera |
| 9  | Rade Papović           | L     | 30 giugno 1992   | Budvanska rivijera |
| 10 | Balša Radunović        | S     | 12 agosto 1992   | Robur Angelo Costa |
| 11 | Božidar Ćuk            | S     | 13 giugno 1992   | Budvanska rivijera |
| 12 | Aleksandar Milivojević | S     | 21 febbraio 1983 | Nice               |
| 14 | Marko Vujović          | P     | 14 gennaio 1979  | Budvanska rivijera |
| 15 | Rajko Strugar          | P     | 11 aprile 1985   | Vojvodina          |
| 17 | Ivan Ječmenica         | C     | 17 marzo 1990    | -                  |

## Rep. Ceca
| N° | Nome             | Ruolo | Data di nascita   | Squadra                   |
| -- | ---------------- | ----- | ----------------- | ------------------------- |
| -  | Steward Bernard  | All   | -                 | -                         |
| 2  | Richard Mauler   | S     | 28 settembre 1989 | Ostrava                   |
| 3  | Ondřej Boula     | P     | 22 novembre 1987  | Šachcër Salihorsk         |
| 4  | Tomáš Hýský      | S     | 2 novembre 1983   | Dukla Liberec             |
| 6  | Karel Linz       | S     | 20 aprile 1986    | Nantes                    |
| 7  | Aleš Holubec     | C     | 13 marzo 1984     | Nantes                    |
| 8  | Vladimír Sobotka | C     | 7 maggio 1985     | České Budějovice          |
| 10 | Václav Kopáček   | L     | 21 ottobre 1992   | Dukla Liberec             |
| 11 | Adam Zajíček     | S     | 25 febbraio 1993  | Dukla Liberec             |
| 12 | Michal Kriško    | S/O   | 23 novembre 1988  | České Budějovice          |
| 14 | Adam Bartoš      | S     | 27 aprile 1992    | Zlín                      |
| 16 | Tomáš Široký     | C     | 26 ottobre 1982   | Ostrava                   |
| 18 | Lukáš Ticháček   | P     | 12 gennaio 1982   | Asseco Resovia            |
| 20 | Jakub Janouch    | P     | 13 giugno 1990    | Zlín                      |
| 21 | Michal Finger    | S/O   | 2 settembre 1993  | Template:Volley Liv Praha |
| 23 | Jan Kuliha       | S     | 24 maggio 1990    | Brno                      |
| 24 | David Juracka    | L     | 27 maggio 1989    | České Budějovice          |

## Slovacchia
| N° | Nome              | Ruolo | Data di nascita   | Squadra              |
| -- | ----------------- | ----- | ----------------- | -------------------- |
| -  | Štefan Chrtianský | All   | 13 maggio 1962    | -                    |
| 1  | Milan Bencz       | S/O   | 5 ottobre 1987    | Arago de Sète        |
| 2  | Michal Masný      | P     | 14 agosto 1979    | Łuczniczka Bydgoszcz |
| 3  | Emanuel Kohút     | C     | 21 luglio 1982    | Piemonte             |
| 4  | Filip Palgut      | P     | 23 settembre 1991 | Amstetten            |
| 5  | Matej Kubš        | L     | 26 maggio 1988    | Team Bratislava      |
| 6  | Róbert Hupka      | S/O   | 30 luglio 1981    | Unterhaching         |
| 7  | Peter Michalovič  | S/O   | 26 maggio 1990    | Ostrava              |
| 9  | Roman Ondrušek    | L     | 6 febbraio 1980   | Cambrai              |
| 10 | Jozef Piovarci    | C     | 9 novembre 1984   | Asse-Lennik          |
| 12 | Matej Paták       | S     | 8 giugno 1990     | Team Bratislava      |
| 13 | Štefan Chrtianský | S     | 17 agosto 1989    | Trentino             |
| 15 | Juraj Zaťko       | P     | 5 giugno 1987     | Friedrichshafen      |
| 16 | Milan Hriňák      | S     | 15 ottobre 1985   | Team Bratislava      |
| 17 | Filip Gavenda     | S     | 13 gennaio 1996   | Trenčín              |
| 19 | Michal Hruška     | C     | 13 marzo 1987     | Aich/Dob             |
| 20 | Peter Kašper      | C     | 12 marzo 1985     | Team Bratislava      |
| 21 | Milan Javorčík    | S     | 19 giugno 1985    | Chemes Humenné       |

## Spagna
| N° | Nome                | Ruolo | Data di nascita  | Squadra           |
| -- | ------------------- | ----- | ---------------- | ----------------- |
| -  | Fernando Muñoz      | All   | -                | -                 |
| 1  | Francisco Ruiz      | S     | 7 giugno 1991    | Numancia          |
| 3  | Sergio Noda         | S     | 23 marzo 1987    | Top Volley Latina |
| 4  | Ángel Trinidad      | P     | 27 marzo 1993    | Almería           |
| 5  | Marc Altayó         | C     | 17 maggio 1986   | Numancia          |
| 6  | Gustavo Delgado     | S     | 21 gennaio 1986  | Narbonne          |
| 8  | Alejandro Vigil     | C     | 11 febbraio 1993 | Palencia          |
| 9  | Daniel Rocamora     | S/O   | 27 maggio 1988   | Callipo           |
| 10 | Jorge Fernández     | C     | 4 maggio 1989    | Nantes            |
| 11 | Jesús Bruque        | P     | 31 luglio 1991   | Esquimo           |
| 12 | Gerard Osorio       | S     | 29 marzo 1993    | Palencia          |
| 13 | Antoni Llabrés      | L     | 20 novembre 1991 | Almería           |
| 14 | Miquel Ángel Fornés | C     | 6 settembre 1993 | Palencia          |
| 15 | Andrés Villena      | S/O   | 27 febbraio 1993 | Almería           |
| 16 | Carlos Mora         | P     | 19 marzo 1990    | Eivissa           |
| 18 | Juan González       | S     | 13 ottobre 1993  | Palencia          |

## Turchia
| N° | Nome               | Ruolo | Data di nascita   | Squadra              |
| -- | ------------------ | ----- | ----------------- | -------------------- |
| -  | Veljko Bašić       | All   | 3 ottobre 1959    | -                    |
| 1  | Ulaş Kıyak         | P     | 11 agosto 1981    | Galatasaray          |
| 2  | Berkan Bozan       | P     | 28 maggio 1991    | Ziraat Bankası       |
| 3  | Hakkı Çapkınoğlu   | C     | 20 luglio 1980    | Arkas                |
| 4  | Metin Toy          | S/O   | 3 maggio 1994     | Fenerbahçe           |
| 5  | Hasan Yeşilbudak   | L     | 11 gennaio 1984   | Arkas                |
| 6  | Gökhan Gökgöz      | S     | 6 gennaio 1993    | Arkas                |
| 7  | Can Ayvazoğlu      | S     | 14 settembre 1979 | Halkbank             |
| 8  | Burutay Subaşı     | S/O   | 15 luglio 1990    | Arkas                |
| 9  | Serhat Coşkun      | S/O   | 18 luglio 1987    | Halkbank             |
| 10 | Emre Batur         | C     | 21 aprile 1988    | Halkbank             |
| 11 | Vefa Yılmaz        | P     | 24 aprile 1982    | Maliye Milli Piyango |
| 12 | Halil Yücel        | S     | 24 novembre 1989  | Halkbank             |
| 13 | Emin Gök           | C     | 15 febbraio 1988  | Arkas                |
| 15 | Mustafa Koç        | C     | 23 febbraio 1992  | Arkas                |
| 15 | Sabit Karaağaç     | C     | 5 maggio 1987     | Halkbank             |
| 16 | Sinan Cem Tanık    | S     | 19 giugno 1980    | Almería              |
| 17 | Kadir Cin          | S     | 7 maggio 1987     | İstanbul BB          |
| 18 | Ramazan Kılıç      | L     | 31 maggio 1984    | Fenerbahçe           |
| 20 | Kemal Elgaz        | S/O   | 1º gennaio 1986   | Galatasaray          |
| 21 | Fatih Cihan        | C     | 16 dicembre 1991  | İstanbul BB          |
| 22 | Resul Tekeli       | C     | 16 settembre 1987 | Halkbank             |
| 23 | Alperay Demirciler | L     | 1º febbraio 1993  | Ziraat Bankası       |
| 24 | Burak Güngör       | S     | 28 luglio 1993    | Ziraat Bankası       |
| 25 | Koray Şahin        | C     | 17 maggio 1993    | Ziraat Bankası       |
| 26 | Murat Yenipazar    | P     | 1º gennaio 1993   | İstanbul BB          |

## Ungheria
| N° | Nome            | Ruolo | Data di nascita  | Squadra     |
| -- | --------------- | ----- | ---------------- | ----------- |
| -  | Demeter György  | All   | -                | -           |
| 1  | Alpár Szabó     | C     | 26 luglio 1990   | Waremme     |
| 2  | Balázs Bagics   | S     | 23 maggio 1988   | Duvel Puurs |
| 3  | József Nagy     | C     | 4 aprile 1986    | Amstetten   |
| 4  | András Tóth     | P     | 30 dicembre 1988 | -           |
| 5  | Lajos Dömötör   | L     | 13 maggio 1988   | Kaposvár    |
| 6  | Bálint Magyar   | P     | 17 dicembre 1991 | Kaposvár    |
| 7  | Csanád David    | S     | 6 novembre 1991  | Kaposvár    |
| 8  | Roland Gergye   | S     | 24 febbraio 1993 | Kaposvár    |
| 9  | Zoltán Kovács   | C     | 23 agosto 1986   | Kaposvár    |
| 10 | Tamás Kaszap    | P     | 21 marzo 1991    | Tirol       |
| 11 | Szabolcs Németh | S     | 14 febbraio 1986 | Beauvais    |
| 13 | Gábor Nacsa     | S     | 25 aprile 1984   | Chênois     |
| 14 | Árpád Baróti    | S     | 23 ottobre 1991  | Milano      |
| 16 | Dávid Szabó     | S/O   | 13 gennaio 1990  | Tirol       |